# Finn Brown
Finn Brown (9 de diciembre de 1997) es un deportista neozelandés que compite en judo. Ganó una medalla de plata en el Campeonato de Oceanía de Judo de 2017 en la categoría de –73 kg.

## Palmarés internacional
| Campeonato de Oceanía | Campeonato de Oceanía | Campeonato de Oceanía | Campeonato de Oceanía |
| Año                   | Lugar                 | Medalla               | Categoría             |
| --------------------- | --------------------- | --------------------- | --------------------- |
| 2017                  | Nukualofa (Tonga)     | Medalla de plata      | –73 kg                |